# 用賀プロムナード
用賀プロムナード（ようがプロムナード）は、東京都世田谷区の東急田園都市線用賀駅と世田谷美術館（砧公園）を結ぶ遊歩道。1986年竣工。

## いらかみち

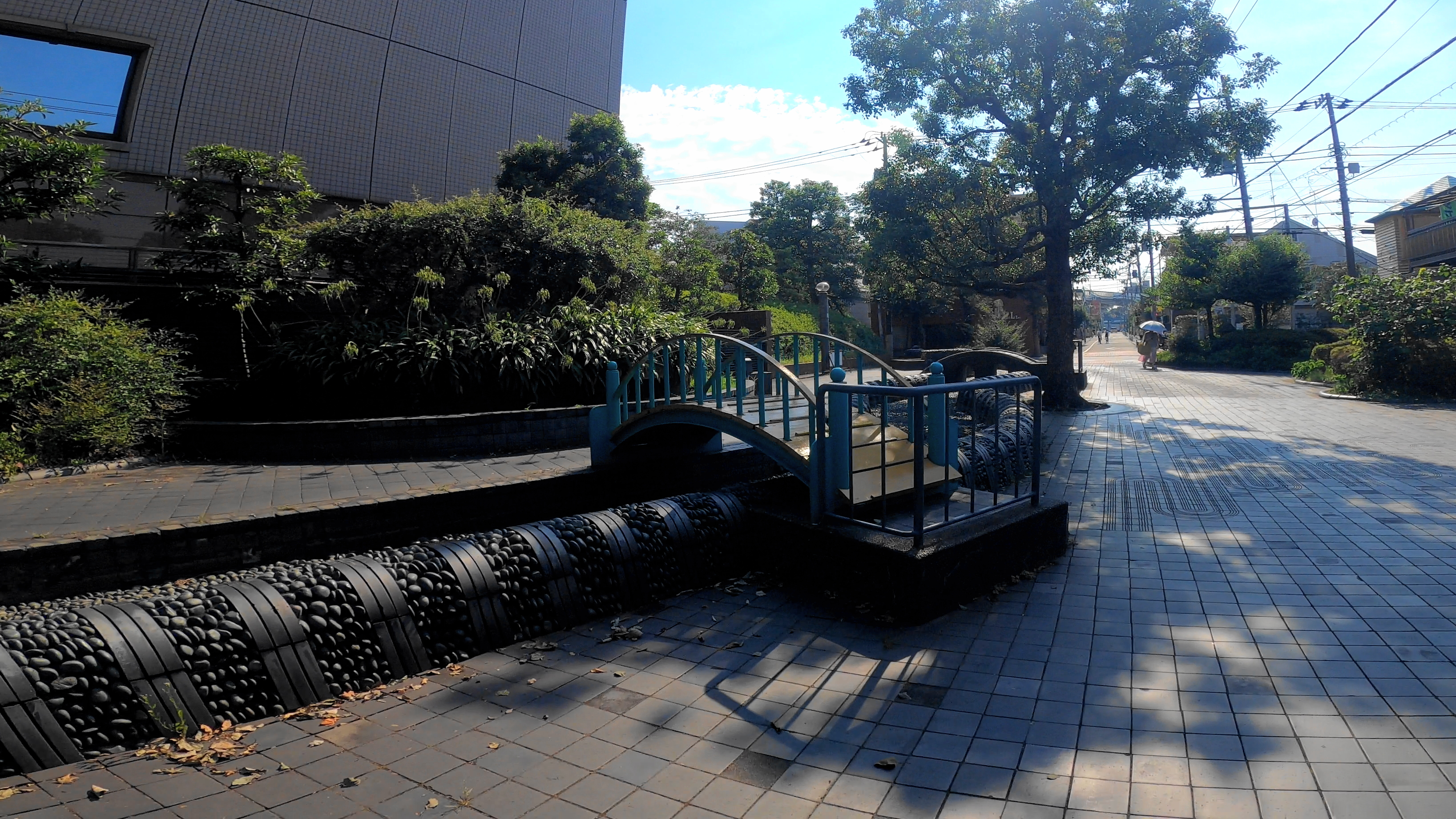
用賀プロムナード

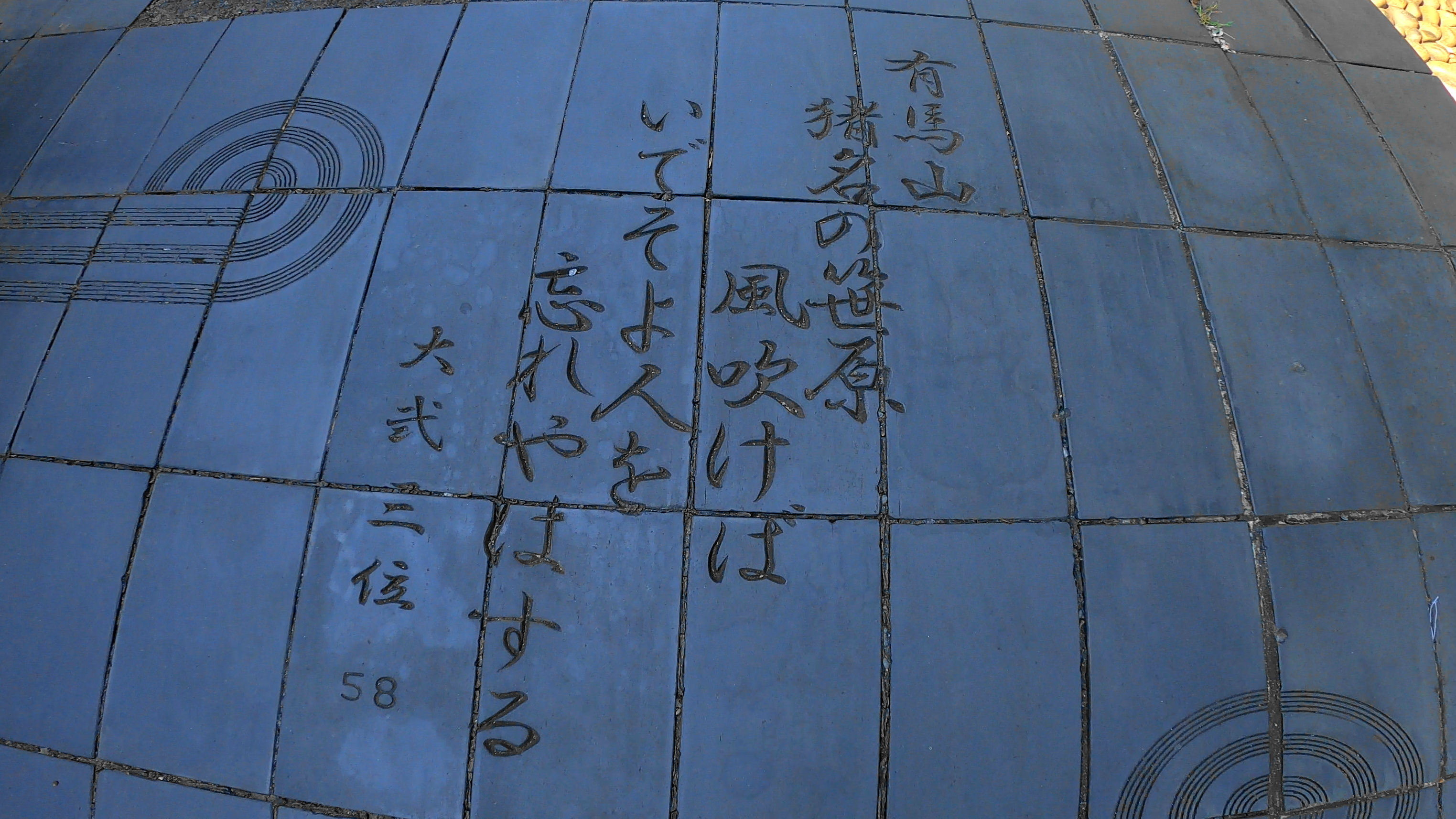
歩道に敷かれた百人一首

約半分500mをいらかみちが占める。新規に用地買収を行い、美術館利用者のみをターゲットとした歩行者専用道をつくるといったものではなく、すでにそこにある土地の街区の生活道路を、交通量の綿密な調査をしたうえで再構成した歩車共存道路である。淡路瓦による舗装、水路やファニチャー類をふんだんに取り入れたデザインと公園のような雰囲気の「みち」空間が形成されている。
「並木みち」は地域の人々が活用できるファニチャー類が配置され、生活の場として機能する。
設計者である象設計集団によれば、「日本の道づくりは経済を重視のために車を通すことを優先させてきた。そのために昔の道がもっていた多様性を戦後、排除してきた。しかし、いらかみちではその多様様性をもたせたかった。子どもが遊んだり、お母さんがきておしゃべりをしたりする。そんなことが日常的におこる生活の場としたかった」とコンセプトを話している。これは、歩行者と自動車の空間競争に一定の回答を示し、道が本来持ち合わせていた広場的機能を再現した例と言える。通り過ぎる人々をこの場につなぎ止める工夫を随所に施し、生活の舞台としての「みち」空間を実現している。

## みちのホール
歩車共存道路区域である 「みちのホール」 にも、歩車道の区別なく瓦が敷き詰められ、ヒューマンスケールの獲得に成功している。